# Lillibullero

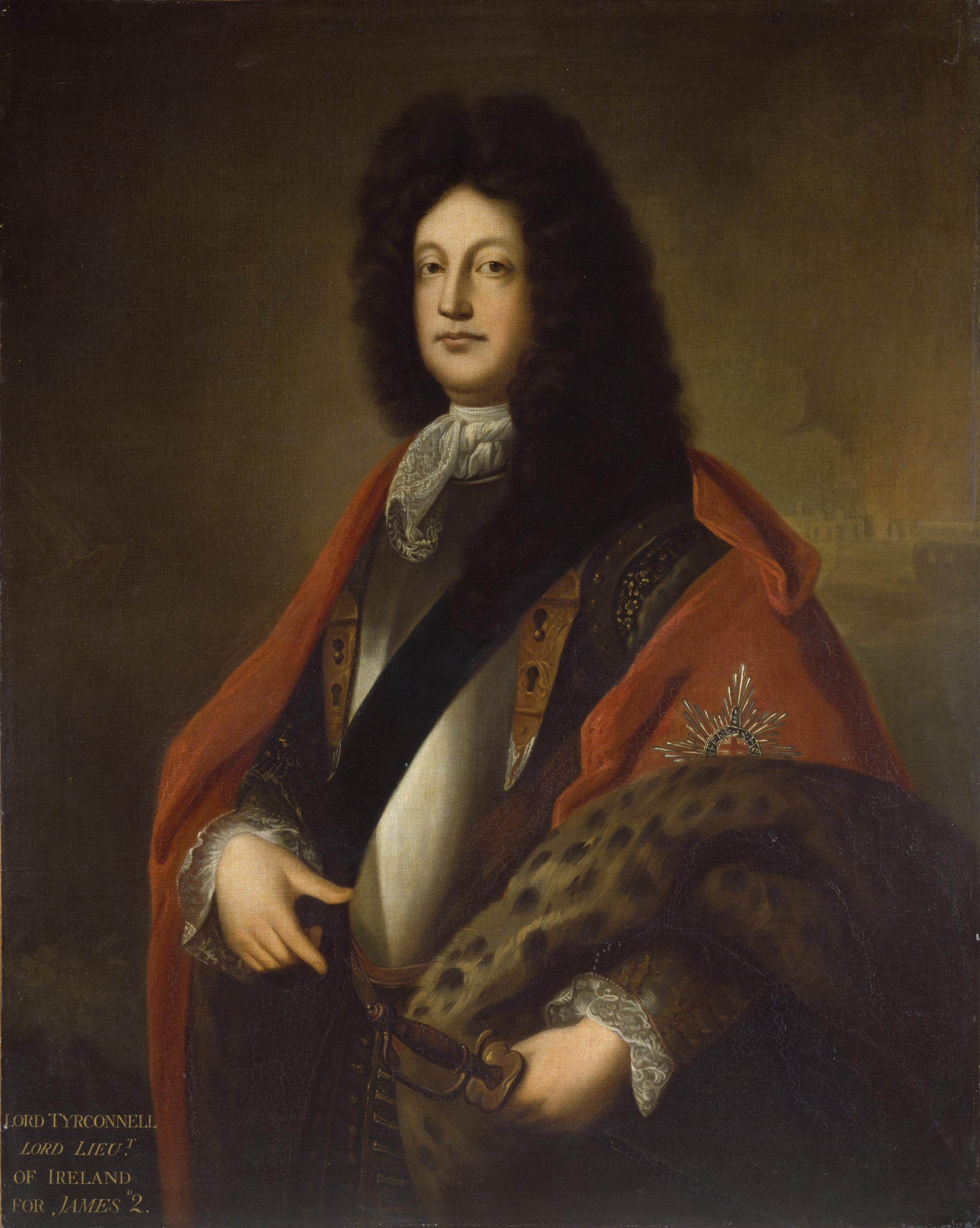
Richard Talbot, il soggetto della canzone.

Lillibullero (anche scritto Lillibulero o Lilliburlero) è una marcia che acquistò grande popolarità in Inghilterra ai tempi della Gloriosa rivoluzione.

## Antefatto
Secondo la BBC, "era un pezzo con radici irlandesi, la cui prima apparizione sembra essere in una raccolta pubblicata a Londra nel 1661 intitolata An Antidote Against Melancholy , dove si dice "C'era un vecchio di Waltham Cross ".
Si suppone che il testo, con contenuto di satira politica anti-cattolica, sia stato composto dal politico e libertino inglese Thomas Wharton, I marchese di Wharton, intorno al 1686, in occasione della nomina di Richard Talbot a lord deputato d'Irlanda da parte di Giacomo II. Il suo titolo e il ritornello senza senso sono presumibilmente derivati da una vecchia parola d'ordine cattolica della rivolta irlandese del 1641.  La melodia fu invece composta da Henry Purcell nel 1687, sulla base di una ballata tradizionale, e pubblicata con il titolo A New Irish Tune (Z 646).
Secondo lo storico Macaulay, "Lillibulero" divenne popolare nella tarda estate del 1688, al tempo in cui Re Giacomo II iniziò a trasferire i reggimenti irlandesi in Inghilterra. Si diffuse, nelle città inglesi, come una popolare canzone di strada, e specialmente all'interno delle caserme inglesi, per deridere i reggimenti irlandesi in arrivo. La canzone guadagnò ulteriore popolarità, più tardi nello stesso anno, come melodia politica dei sostenitori di  Guglielmo d'Orange durante l'invasione. Altri versi furono aggiunti ai testi originali di Wharton dopo l'approdo di Guglielmo nel novembre 1688. La canzone fu raccolta dalle truppe di Guglielmo e successivamente trasportata da loro in Irlanda.
Il testo più popolare si riferisce alla guerra guglielmita del 1689–91, un risultato della Gloriosa rivoluzione. In questo episodio il cattolico  Re Giacomo II, incerto della lealtà del suo esercito, fuggì dall'Inghilterra dopo un'invasione da parte delle forze olandesi comandate dal protestante  Guglielmo III. A Guglielmo fu offerto il trono da parte del  Parlamento. Giacomo II tentò quindi di rivendicare la corona con l'aiuto della Francia e dei suoi devoti cattolici in Irlanda guidati da Richard Talbot. Le sue speranze di usare l'Irlanda per riconquistare l'Inghilterra furono vanificate dalla Battaglia di Aughrim del 1691. La canzone Lillibullero mette le parole in bocca al cattolico irlandese giacobita e satireggia i sentimenti dei devoti del re cattolico Giacomo. Si diceva che avesse "cantato Giacomo II fuori dai tre regni". Tale fu il suo grande successo di propaganda che, entro il 17 novembre, fu messa in circolazione una parodia anti-olandese dell'originale "A New Song Upon the Hogen Mogens", attingendo all'animosità popolare contro gli olandesi, che erano stati il nemico nazionale per una generazione, al fine di contrapporla all'originale.
Le due versioni della canzone dell'ottobre 1688 sono attribuite al politico Thomas Wharton, che aveva composto le parole due anni prima nel 1686 sul fatto che il conte di Tyrconnell stava diventando Lord Deputy of Ireland. Il ritornello è stato interpretato come una semplice assurdità irlandese di parole senza senso, ma il professor Breandán Ó Buachalla ha affermato che era una versione confusa della frase irlandese "Leir o, Leir o, leir o, leiro, Lilli bu leir o: bu linn an la", traducibile come "Manifesto, manifesto, manifesto, manifesto, Lilly si manifesterà, e il giorno sarà nostro" riferendosi a una possibile profezia della vittoria irlandese da parte dell'astrologo inglese del XVII secolo William Lilly.
È stata ipotizzata un'origine scozzese della melodia, come musica per una rima chiamata "Jumping Joan" o "Joan's Placket". La musica è stata attribuita anche a Henry Purcell. Sebbene Purcell avesse pubblicato Lillibullero nella sua raccolta Music's Handmaid del 1689 come "una nuova melodia irlandese", è probabile che si fosse appropriato della melodia, una pratica comune dell'epoca. La musica è stata poi utilizzata dalla BBC come sigla di alcune trasmissioni. Una versione francese è nota come Marche du Prince d'Orange, e attribuita al compositore di corte di Luigi XIV, Philidor il Vecchio e Jean-Baptiste Lully.

## Testo
Ho, brother Teague, dost hear the decree?
Lillibullero bullen a la
We are to have a new deputy
Lillibullero bullen a la
Refrain:
Lero Lero Lillibullero
Lillibullero bullen a la
Lero Lero Lero Lero
Lillibullero bullen a la
Oh by my soul it is a Talbot
Lillibullero bullen a la
And he will cut every Englishman's throat
Lillibullero bullen a la
Refrain
Though, by my soul, the English do prate
Lillibullero bullen a la
The law's on their side and the devil knows what
Lillibullero bullen a la
Refrain
But if dispense do come from the Pope
Lillibullero bullen a la
We'll hang Magna Carta and themselves on a rope
Lillibullero bullen a la
Refrain
And the good Talbot is now made a Lord
Lillibullero bullen a la
And with his brave lads he's coming aboard
Lillibullero bullen a la
Refrain
Who all in France have taken a swear,
Lillibullero bullen a la
That they will have no Protestant heir
Lillibullero bullen a la
Refrain
Now Tyrconnell is come ashore
Lillibullero bullen a la
And we shall have commissions galore
Lillibullero bullen a la
Refrain
And everyone that won't go to Mass
Lillibullero bullen a la
He will be turned out to look like an ass
Lillibullero bullen a la
Refrain
Now the heretics all go down
Lillibullero bullen a la
By Christ and St Patrick's the nation's our own
Lillibullero bullen a la
Refrain
There was an old prophecy found in a bog
Lillibullero bullen a la
The country'd be ruled by an ass and a dog
Lillibullero bullen a la
Refrain
Now this prophecy is all come to pass
Lillibullero bullen a la
For Talbot's the dog and Tyrconnell's the ass
Lillibullero bullen a la
Refrain

## Lillibullero nella fiction
Il romanzo sperimentale e comico di Laurence Sterne Tristram Shandy, pubblicato tra il 1759 e il 1767 in nove volumi, suggerisce la grande popolarità di Lillibullero. Lo zio di Tristram, il Capitano Toby Shandy, un veterano dell'esercito britannico dei combattimenti in Irlanda e nei Paesi Bassi durante il regno di Re Guglielmo, fischietta la melodia Lillibullero quando gli viene offerta un'opinione o un argomento che richiederebbe una confutazione appassionata o che trova imbarazzante o sconvolgente.
Nel romanzo di Sir Walter Scott, Waverley, il capo delle terre alte Fergus Mac-Ivor canta un verso di Lillibulero durante una cena prima che, lui e i suoi compagni, si preparino alla battaglia dalla parte del pretendente.
Nel romanzo Jack Sheppard o London in the Last Century (1847), Mr. Wood tenta di fischiettare "il frammento di un'antica aria, chiamata Lillibulero".
Uno dei furfanti del romanzo di Robert Louis Stevenson, L'isola del tesoro (capitolo XVI), fischietta la melodia, il cui titolo è menzionato quattro volte.
Uno dei personaggi principali del libro di Kage Baker, The Life of the World to Come, Alec, adora questa melodia e la cita più volte. Ciò è probabilmente collegato al suo noto amore per L'isola del tesoro di Robert Louis Stevenson.
Nel film Barry Lyndon (1975) Lillibullero viene eseguita quando il reggimento di Berry si raduna al Castello di Swords in attesa di partire per la guerra dei sette anni.
Il motivo è stato utilizzato anche per The Last Man Out e Raid on Rommel e i titoli di coda di East of Sudan (1964).
Nel romanzo di Frederick Forsyth, The Afghan, uno dei protagonisti, Terry Martin, ha Lillibullero come suoneria del suo telefono mobile.